# Deplatforming
Deplatforming, deplatformeren of ontplatformen is het voorkomen dat sprekers of auteurs, en daarmee hun opvattingen kunnen worden gehoord door hun de platformen voor hun uitingen te ontnemen.
Deplatformerende tactieken omvatten onder andere verstoring van toespraken, pogingen om sprekers die uitgenodigd zijn voor een locatie of evenement te dwarsbomen, toegang tot een internetplatform selectief op te schorten of te beperken en persoonlijke intimidatie, zoals pogingen om een persoon te (laten) ontslaan of op een zwarte lijst te zetten.
Een persoon of organisatie wordt al dan niet via framing gelabeld met on-ethische of onrechtvaardige eigenschappen of onwettigheden-zoals aanzetten tot haat. Met doxing (van "dox", afkorting van documenten) wordt via internet privé-informatie  of identificerende informatie gepubliceerd dat mogelijk het doelwit, een spreker of organisatie, in kwaad daglicht kan zetten. Door activiteiten te ondernemen zoals klachten of verzoekschriften aan derden te richten of valse noodmeldingen zoals mishandeling te doen, kan een besmet verleden worden gecreëerd.
Indirect kan het podium instemming verweten worden via sociale media, of de (medewerkers van die) podia te intimideren of manipuleren of tot een boycot uit te roepen, zodat dit financiële gevolgen kan hebben voor het podium door het terugtrekken van sponsors, die een zelfde verwijt vrezen. Tevens gaat er intimiderende werking naar andere podia van uit.
Aanhangers van deplatforming rechtvaardigen zich omdat ze het gewenste effect hebben van het verminderen van wat zij typeren als "haatdragende taal".

## Voorbeelden

### Middlebury College
In de Verenigde Staten is een voorbeeld de verstoring in maart 2017 door gewelddadige demonstranten van een openbare toespraak op het Middlebury College door politicoloog Charles Murray. Afstudeersprekers zijn dan (actief) ongenodigd of gedwongen zich terug te trekken vanwege protesten en andere pogingen om de mogelijkheid om te spreken te verhinderen.

### Twitter
Twitter is beschreven als kwetsbaar voor manipulatie door gebruikers die in grote aantallen gecoördineerd politiek controversiële tweets kunnen markeren als vermeend in strijd met het beleid van het platform. Het platform wordt bekritiseerd omdat het geen details heeft verstrekt over de onderliggende vermeende beleidsschendingen voor de onderwerpen van opschortingen en verboden op Twitter. Dit leidde tot de zogenaamde Twitter-schorsingen.

### Voetbal Inside
Pogingen om sponsoren van een commerciële omroep zich te laten terugtrekken door deze in de (sociale) media te besmetten met vermeende instemming van politiek beladen opvattingen zorgde ervoor dat het tv-programma Voetbal Inside in 2020 onder vuur kwam te liggen na een opmerking van Johan Derksen. Een poging tot zelfreiniging middels een daar aan gewijde uitzending werd met gemengde gevoelens ontvangen.

## Kritiek op deplatforming
Omdat de mogelijkheid tot vrije informatie, wederhoor en debat wordt ontnomen wordt deplatforming ook gezien als on-democratisch en potentieel tot haat-aanzettend en een veroorzaker van een bubble (intellectueel geïsoleerd zijn door een informatieluchtbel). Ook omdat journalisten, schrijvers en columnisten hun publicatie-kanalen hierdoor kunnen verliezen.
Conor Friedersdorf, journalist en schrijver van magazine The Atlantic, wees op aanwijzingen voor een ontmoediging van de legitieme uitoefening van natuurlijke en wettelijke rechten door de dreiging van juridische sanctie (chilling effect) op de vrijheid van meningsuiting en academische vrijheid . Van faculteitsleden waarmee hij contact had opgenomen voor interviews, stond een meerderheid erop dat hun opvatting niet openbaar of anoniem werden gehouden omdat zij niet wilden deel te nemen aan een debat in hun instelling, ook na verklaring van de universiteit ter ondersteuning van de vrijheid van meningsuiting.
Hoogleraar rechten Glenn Reynolds noemde 2018 het 'Jaar van deplatforming', in een artikel van augustus 2018 in The Wall Street Journal ('When Digital Platforms Become Censors'). Volgens Reynolds hebben de internetreuzen in 2018 besloten de poorten te sluiten voor een aantal mensen en ideeën.

## Financiële deplatforming
Financiële deplatforming kan bestaan uit het monddood maken van medewerkers door persoonlijke intimidatie, waaronder pogingen om een persoon te ontslaan of op de zwarte lijst te zetten. In de Sociale kwestie (19e eeuw) was de wil van de fabrikant de wet; arbeiders die zich verzetten tegen werkomstandigheden of het niet eens waren met de regelingen van de fabrikant werden op een door werkgevers gedeelde lijst gezet zodat deze elders geen werk konden vinden.